# Маньяско, Алессандро
Алесса́ндро Манья́ско (итал. Alessandro Magnasco; 4 февраля 1667, Генуя — 12 марта 1749, Генуя) — итальянский живописец, один из самых ярких представителей генуэзского маньеризма. В своё время был более известен под прозванием Лиссандрино (il Lissandrino).

## Биография
Алессандро родился в семье живописца Стефано Маньяско (1635—1672) и Ливии Катерины Муссо. Учился у генуэзского живописца Валерио Кастелло. После ранней смерти отца переехал в Милан. В Милане учился в мастерской Филиппо Аббиати, знаменитого живописца ломбардской школы, известного своей экспрессивной манерой и свето-теневыми эффектами в живописи. С 1703 года Алессандро Маньяско работал во Флоренции, при дворе Медичи. В 1709 году вернулся в Милан, но поддерживал постоянные отношения со своими родственниками и друзьями в Генуе. Работал в Венеции в тесном контакте со своим другом Себастьяно Риччи. Алессандро Маньяско испытал влияние С. Розы, Тинторетто, Жака Калло, Стефано делла Белла.
Маньяско умер в Генуе в возрасте восьмидесяти двух лет 12 марта 1749 года и был похоронен в местной церкви Сан-Донато.

## Творчество
Маньяско писал картины с изображениями природы: грандиозных античных руин, романтических водопадов, ущелий, лесных хижин — пейзажей, населённых маленькими фигурками бродяг в лохмотьях, солдат, странствующих монахов и нищих с характерными удлинёнными пропорциями, идущими дровосеками, носильщиками, прачками. Но главной всегда оставалась природа, стихия, чаще бурная с грозами и ветрами. Люди в этом мире «только малая доля, погружённая в стихию, растворяющаяся в ней… В этом хаосе, среди беснующейся природы всё кажется мелким, а герои — незначительными».
Б. Р. Виппер подчёркивал, что динамика, экспрессия и некоторые «странности» живописи Алессандро Маньяско имеют не барочный, а исключительно маньеристический характер, хотя его творческий метод, конечно, не сводится к особенностям манеры. Маньяско изобрёл свою собственную манеру письма, которая получила название «мазком (ударом) и пятном» (итал. pittura di tocco e di macchia), позднее её стали называть просто «генуэзской». После прокладки коричневатого грунта болюсом художник наносил контуры, слегка прописывал детали, а затем акцентировал «света́» тонкими причудливыми мазками — «ударами» кисти и почти белой краски, добиваясь эффекта свечения, мерцания колорита. «Дьявольскую кисть Маньяско сравнивали с виртуозным смычком Паганини». Многие видели в этом необычайном, «страшном и прекрасном стиле» не просто маньеризм, а своеобразное отражение мистической экзальтации и интеллектуальных сомнений, свойственных движению контрреформации тех лет".
Маньяско сравнивали с голландским художником по прозванию Темпеста, несколько ранее также работавшим в Генуе. Манера Маньяско была близка исканиям венецианских живописцев XVIII века. Его считают предшественником Франческо Гварди. Себастьяно и Марко Риччи специально поспешили в Милан, чтобы встретиться с Алессандро Маньяско.
Работа «открытым мазком» интересовала в те годы многих живописцев, но Маньяско оставался совершенно оригинальным. Его суровый и даже несколько мрачный колорит основан на различных оттенках коричневого и серого, оживлённых резкими «мерцающими» штрихами жёлтого, красного. синего и белого. Помимо «ударов мазка» Маньяско работал «пятнышками» (macchiette), в том числе в многочисленных рисунках углём, красной сангиной с белилами и «заливками» кистью. Контуры очерчены с необычайной непосредственностью. Маньяско любил всё странное: гротески и фантазии. Его привлекали образы Комедия дель арте.
Маньяско сотрудничал с живописцами-пейзажистами А. Ф. Перуццини, С. Риччи и М. Риччи. Многие «пейзажи с фигурами», особенно в жанре «штормовых сцен», написаны совместно Маньяско и Перуццини, их работа столь схожа, что в течение полутора столетий работы Перуццини считали написанными более известным Маньяско. В пейзажах К. А. Тавеллы Маньяско часто писал фигуры, а в некоторых композициях Маньяско архитектурный фон писал К. Спера.

## Известные работы
- Вакханалия. 1710. Санкт-Петербург, Государственный Эрмитаж
- Вакханалия. 1710—1719. Москва, ГМИИ им. А. С. Пушкина
- Пейзаж с морским берегом. Неаполь, Национальные музей и галереи Каподимонте
- Горный пейзаж. Неаполь, Национальные музей и галереи Каподимонте
- Сцена в саду. Генуя, Галерея Палаццо-Бьянко
- Распятие. Москва, ГМИИ им. А. С. Пушкина
- Трапеза монахинь. Москва, ГМИИ им. А. С. Пушкина

## Галерея

Христос на море Галилейском. Около 1740. Вашингтон, Национальная галерея искусства
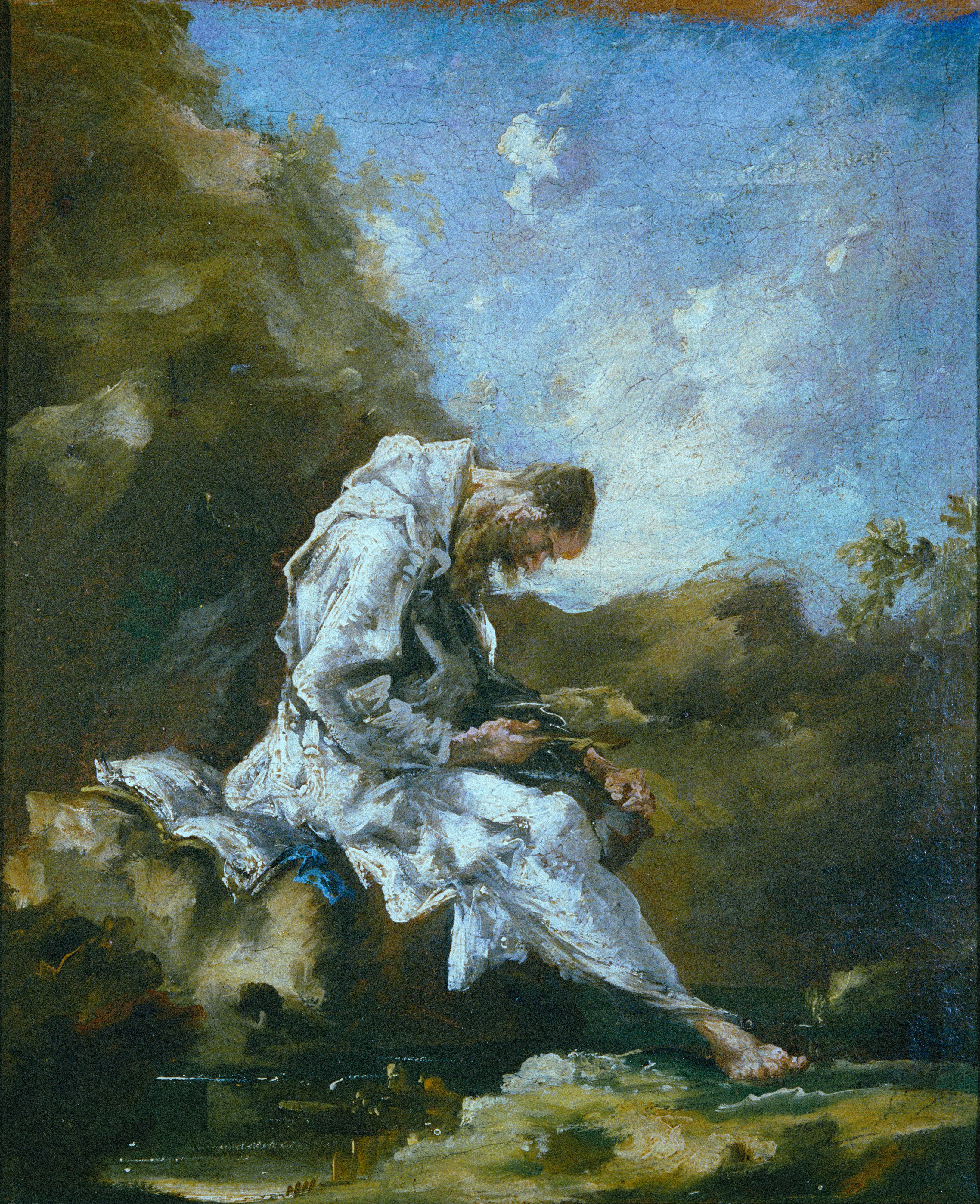
Трапеза отшельника
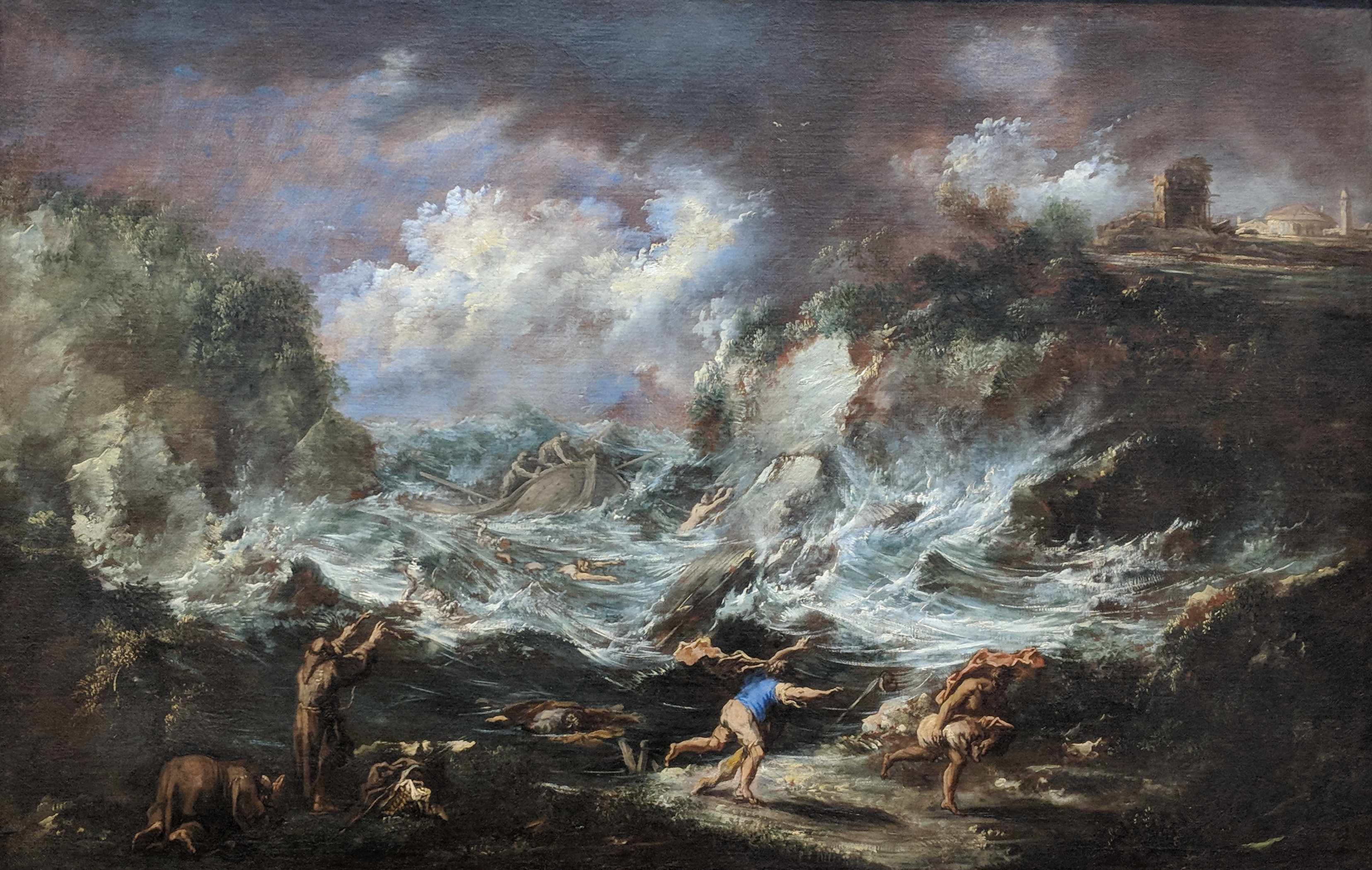
Молитва в волнах. Около 1735. Рочестер, Нью-Йорк. Мемориальная художественная галерея
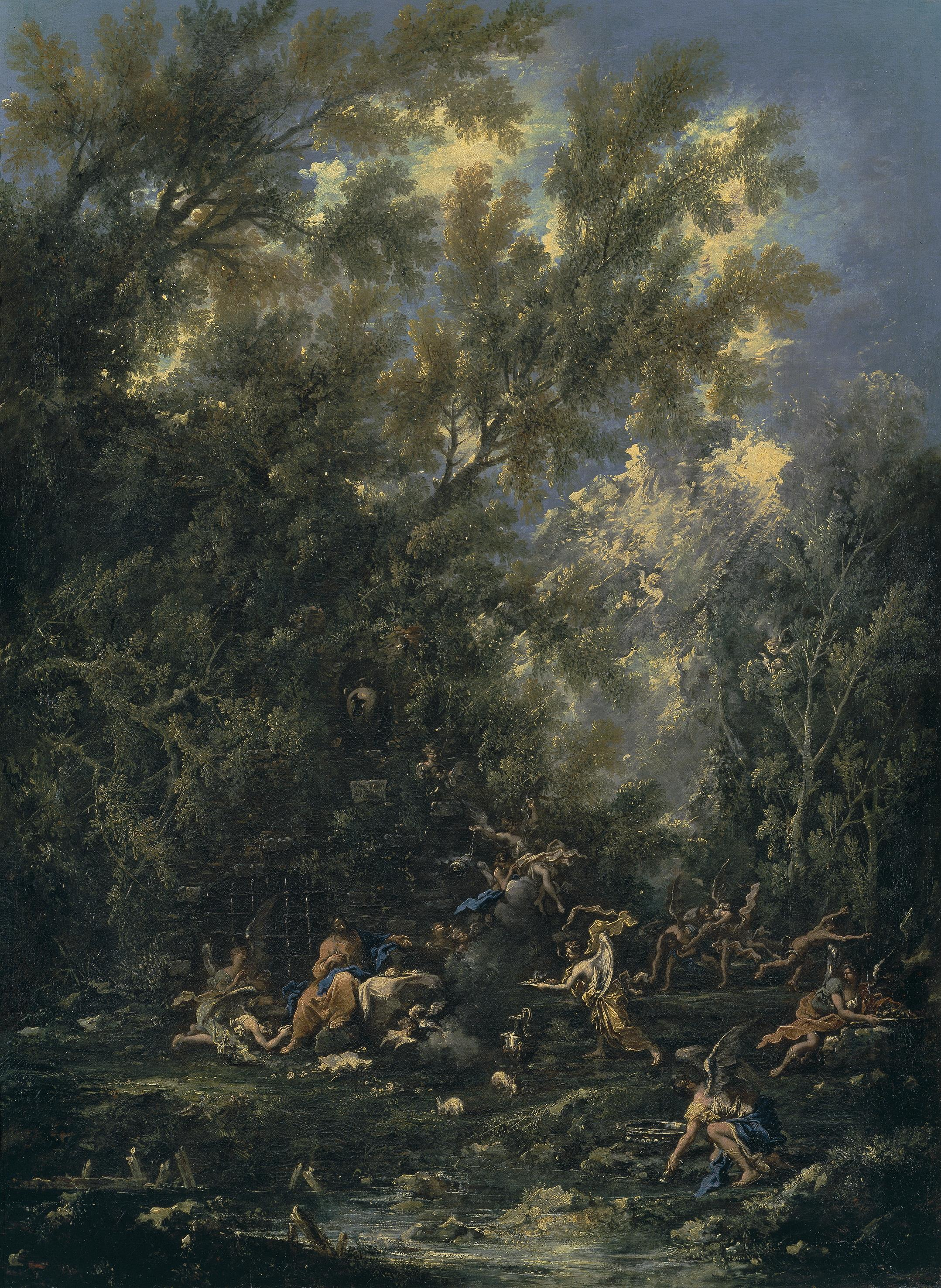
Христос и ангелы. Мадрид, Прадо
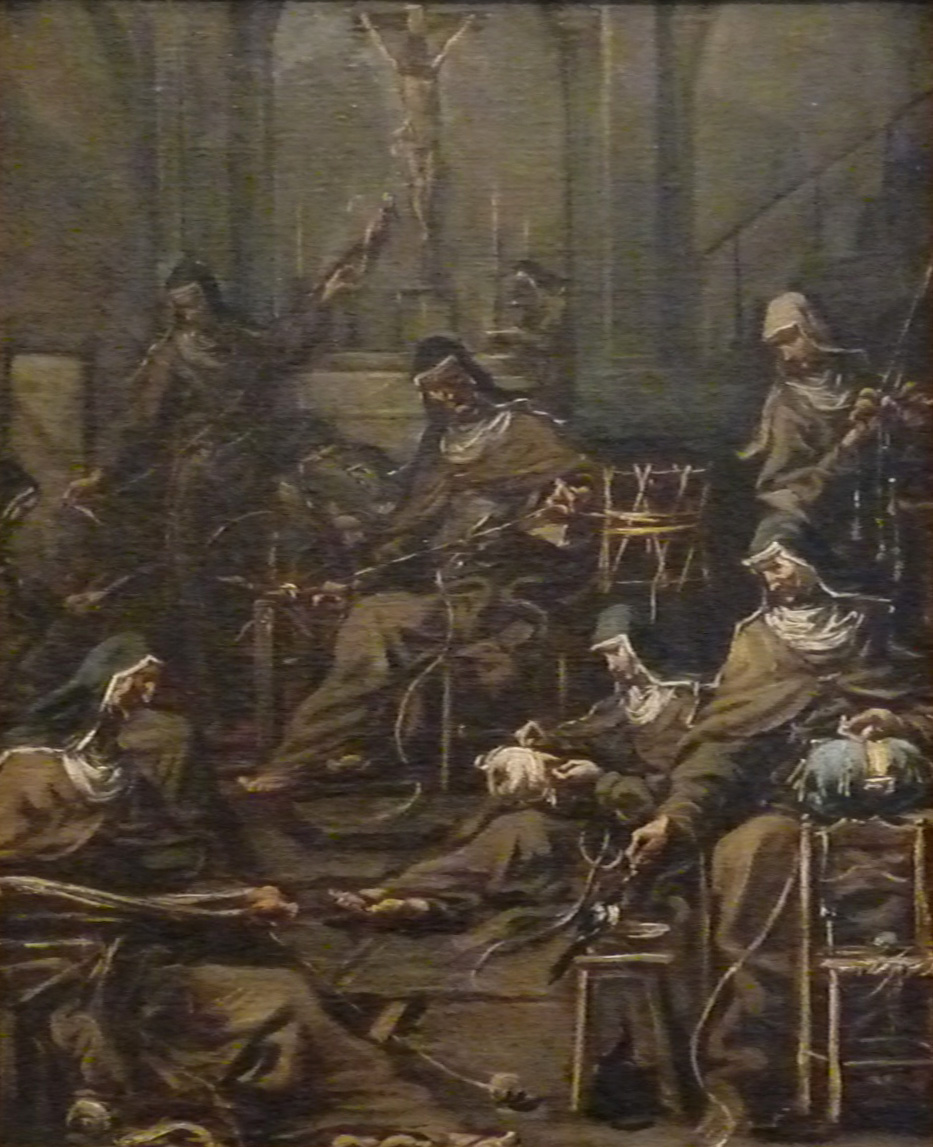
Мастерская монахинь. Около 1730. Страсбург, Музей изобразительного искусства